# Vũ Quang Minh
Vũ Quang Minh là một nhà ngoại giao, Đại sứ Đặc mệnh toàn quyền của Cộng hòa Xã hội chủ nghĩa Việt Nam tại Cộng hòa liên bang Đức từ năm 2022. Ông từng hai lần giữ chức Thứ trưởng Bộ Ngoại giao Việt Nam.

## Tiểu sử và đời tư
Vũ Quang Minh sinh năm 1964 tại Hà Nội, ông lập gia đình với nhà ngoại giao Nguyễn Minh Hạnh và có 2 con trai.

## Sự nghiệp
Vũ Quang Minh học chuyên ngành Quan hệ Kinh tế Quốc tế tại Học viện Quan hệ Quốc tế Moskva (MGIMO), Liên Xô, từ 1983 đến 1988.
Năm 1990, Vũ Quang Minh bắt đầu công tác tại Bộ Ngoại giao, giữ vai trò chuyên viên Vụ Liên Xô, Ủy ban Quốc gia UNESCO của Việt Nam (Vụ Ngoại giao Văn hóa và UNESCO), rồi Ban Thư ký ASEAN Quốc gia (Vụ ASEAN). Từ năm 1993 đến 1995, ông Quang Minh theo học và đạt được học vị Thạc sỹ về các vấn đề công cộng (MPA) theo học bổng Fulbright tại Đại học Princeton, Hoa Kỳ. Ông còn học thêm các chương trình Quản lí kinh tế nhà nước của Đại học Harvard và Học viện Ngoại giao Philippines.
Từ năm 1997 đến 2002, ông là Thư ký Phó Thủ tướng kiêm Bộ trưởng Bộ Ngoại giao Nguyễn Mạnh Cầm, biệt phái tại Văn phòng Chính phủ; Phó Vụ trưởng, Văn phòng Bộ Ngoại giao.
Từ năm 2002 đến 2006 làm Tham tán, Trưởng phòng kinh tế, Đại sứ quán Việt Nam tại Mỹ.
Từ năm 2006 đến 2011 là Phó Vụ trưởng, rồi Vụ trưởng Vụ Hợp tác Kinh tế Đa phương, Vụ Tổng hợp Kinh tế, Bộ Ngoại giao.
Từ tháng 10 năm 2011, ông Vũ Quang Minh làm Trợ lý Bộ trưởng Bộ Ngoại giao, trong cùng năm ông trở thành Đại sứ Việt Nam tại Liên hiệp Vương quốc Anh và Bắc Ai-len. Khác với hai vị đại sứ tiền nhiệm, Vũ Quang Minh là người trẻ tuổi hơn và có trình độ tiếng Anh tốt.
Từ năm 2014 đến 2017, ông là Trợ lý Bộ trưởng kiêm Vụ trưởng Vụ Tổng hợp Kinh tế, Bộ Ngoại giao.
Từ tháng 11 năm 2017, Vũ Quang Minh giữ chức Thứ trưởng Bộ Ngoại giao và tham dự Hội nghị nhóm 20 nền kinh tế hàng đầu thế giới (G20) tại Đức. Năm 2018, ông trở thành Đại sứ Việt Nam tại Vương quốc Campuchia.
Từ tháng 9 năm 2021, trở lại giữ chức vụ Thứ trưởng Bộ Ngoại giao.
Từ tháng 3 năm 2022, Vũ Quang Minh là Đại sứ Việt Nam tại Cộng hòa Liên bang Đức.
Ông Vũ Quang Minh có khả năng sử dụng thông thạo tiếng Nga, tiếng Anh, sơ cấp tiếng Pháp, giao tiếp có hạn chế bằng tiếng Khmer và tiếng Đức.